# Marienkirche (Leuben)

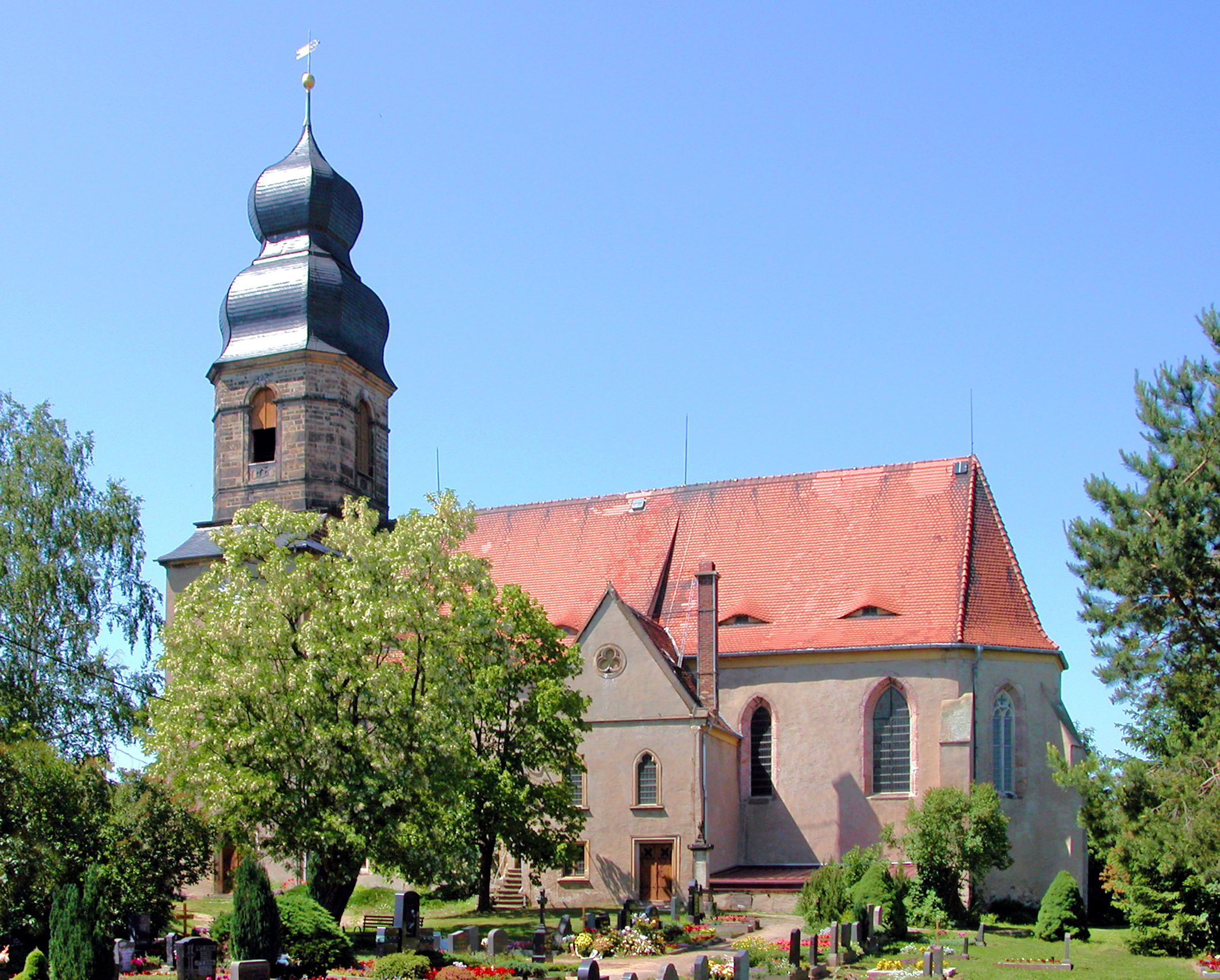
Marienkirche Leuben

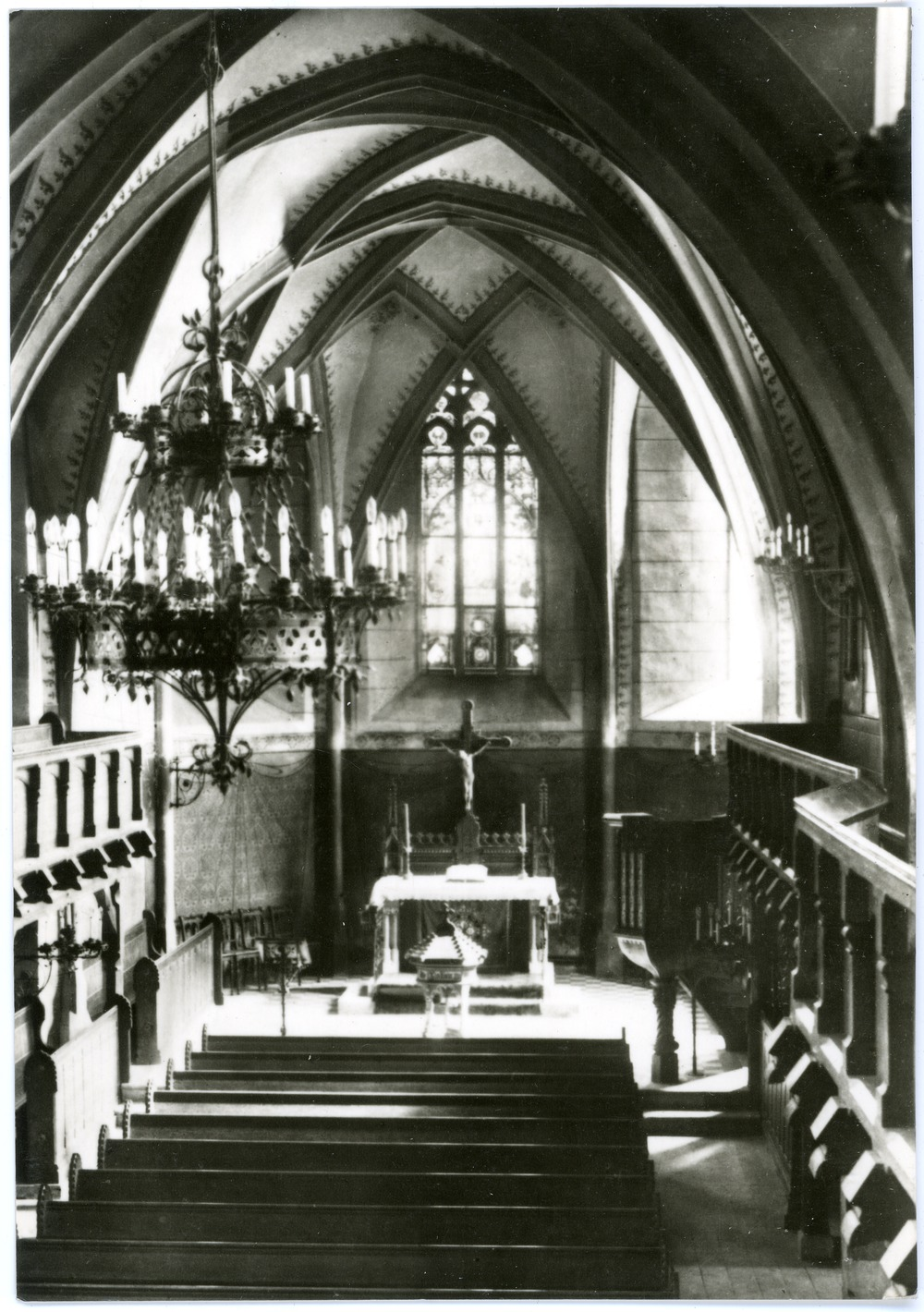
Historische Innenansicht

Die evangelische Marienkirche ist eine im Kern spätromanische, mehrfach umgebaute Saalkirche im Ortsteil Leuben von Nossen im Landkreis Meißen in Sachsen. Sie gehört zur Kirchengemeinde Leuben-Ziegenhain-Planitz im Kirchenbezirk Meißen der Evangelisch-Lutherischen Landeskirche Sachsens.

## Geschichte und Architektur
Die Kirche liegt über dem Dorf auf einem felsigen Geländesporn und war in der Zeit der ottonischen Kaiser und des Ausbaus der Mark Meißen wahrscheinlich der Sitz eines Burgwards. Die Kirche mit Marienpatrozinium war der Mittelpunkt einer Urpfarrei, der querrechteckige Unterbau des Westturms entstammt der Spätromanik vermutlich des 13. Jahrhunderts.
Um das Jahr 1480 erfolgte unter dem Patronat der Herren von Schleinitz ein Neubau der Saalkirche unter Einbeziehung älteren Mauerwerks. Im Jahr 1740 wurde ein barockes Turmobergeschoss erbaut, um 1890 erfolgten der Neubau der Sakristei und eine durchgreifende Umgestaltung des Inneren durch Christian Gottfried Schramm. Eine Innenrestaurierung wurde 1972 vorgenommen, wobei die Gestaltungen von 1890 respektiert wurden. 
Die Kirche ist ein Putzbau mit leicht eingezogenem Chor, Dreiachtelschluss und Strebepfeilern, Satteldach und einer zweireihigen Anordnung der Fenster im Saal, wobei die oberen spitzbogig und zum Teil mit Maßwerk von 1480 versehen sind; die Chorfenster wurden nachträglich in der Höhe reduziert, die unteren Fenster stammen wohl aus dem Jahr 1890. An der Südseite des Schiffs befindet sich ein ehemaliges spätgotisches Eingangsportal aus der ersten Hälfte des 15. Jahrhunderts, das 1890 geschlossen wurde, an der Südseite des Chors ein zweigeschossiger übergiebelter Anbau mit der Sakristei anstelle der ehemaligen Schleinitzkapelle. Im Unter- und Obergeschoss ist die Herrschaftsloge untergebracht; an der Nordseite steht ein ebenfalls zweigeschossiger Vorbau mit der alten Sakristei und einer Empore.
Der Westturm hat die Breite des Saals, das Südportal und das Nordfenster wurden 1890 eingefügt; das Glockengeschoss ist aus Sandsteinquadern viereckig mit abgeschrägten Ecken und rundbogigen Schallöffnungen erbaut, es wird von einer gedrungenen Haube bekrönt, die nach einer Einschnürung mit einer Zwiebel gipfelt.
Das Innere ist durch ein phantasievolles Netzrippengewölbe aus der Schule des Arnold von Westfalen geprägt, das über Diensten aufsteigt, der Saal ist in drei, der Chor in zwei Jochen gewölbt. Im Jahr 1890 wurde der Raum in Schablonenmalerei gefasst, gleichzeitig wurden die farbigen Verglasungen der Fenster eingesetzt; sie zeigen im Ostfenster ein Glasgemälde mit der Darstellung des Auferstandenen; ebenfalls zur gleichen Zeit wurden die Holzempore und das im Holzton gefasste Gestühl nach den Plänen von Christian Gottfried Schramm eingebaut.

## Ausstattung
Die Hauptstücke der Ausstattung wie Altar, Kanzel und Orgelprospekt wurden von Franz-Emil Keller im Jahr 1890 neugotisch im Holzton gestaltet. Die Orgel ist ebenfalls ein Werk von Franz-Emil Keller aus dem Jahr 1890 mit 21 Registern auf zwei Manualen und Pedal, das 1999 von Georg Wünning restauriert wurde.
An der Chornordwand erinnert ein gefasster hölzerner Totenschild an Christof von Loß († 1664) mit großem Wappen. Weitere Epitaphien für eine Frau von Kahlen († 1678) sind mit einer ovalen Schrifttafel und Engelsköpfen, für Joachim Christoph von Bose († 1680) mit Wappen und Personifikationen des Glaubens und der Weisheit sowie für Leutnant Rudolf von Bünau († 1699) mit Kriegstrophäen gestaltet. In der gewölbten Turmerdgeschosshalle sind ein schmiedeeisernes Gitter des 17. Jahrhunderts und Grabdenkmäler aus Sandstein für Agnes von Schleinitz († 1654) mit zwei Inschrifttafeln, des Rudolf von Rechenberg († 1555) mit Relief eines Greises in voller Rüstung und des Christof von Loß († 1664) in Rüstung angebracht.